# Вилли-ле-Буа
Вилли́-ле-Буа́ (фр. Villy-le-Bois) — коммуна во Франции, находится в регионе Шампань — Арденны. Департамент — Об. Входит в состав кантона Буйи. Округ коммуны — Труа.
Код INSEE коммуны — 10434.
Коммуна расположена приблизительно в 150 км к юго-востоку от Парижа, в 95 км южнее Шалон-ан-Шампани, в 16 км к югу от Труа.

## Население
Население коммуны на 2008 год составляло 62 человека.
| 1962 | 1968 | 1975 | 1982 | 1990 | 1999 | 2008 |
| ---- | ---- | ---- | ---- | ---- | ---- | ---- |
| 41   | 47   | 24   | 37   | 36   | 56   | 62   |

## Экономика

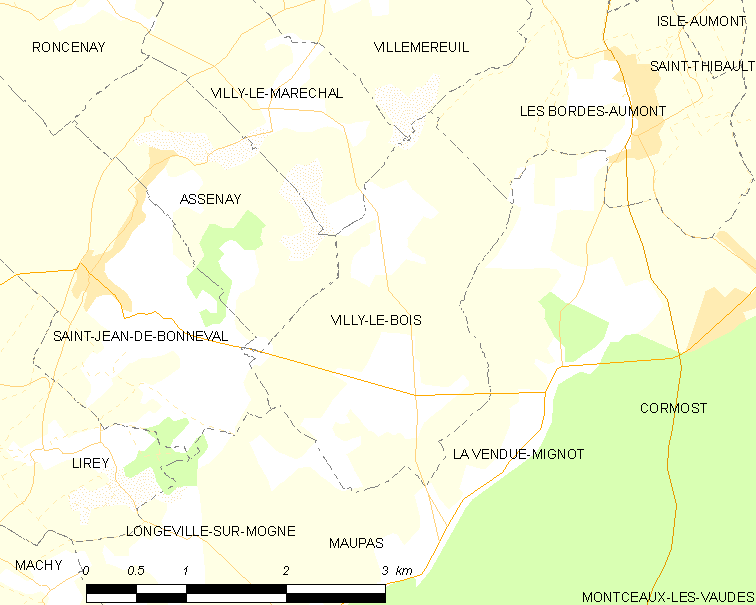
Карта коммуны

В 2007 году среди 40 человек в трудоспособном возрасте (15—64 лет) 28 были экономически активными, 12 — неактивными (показатель активности — 70,0 %, в 1999 году было 64,9 %). Из 28 активных работали 27 человек (15 мужчин и 12 женщин), безработным был 1 мужчина. Среди 12 неактивных 4 человека были учениками или студентами, 5 — пенсионерами, 3 были неактивными по другим причинам.